# Vélizy-Villacoublay
 Vélizy-Villacoublay  es una población y comuna francesa, en la región de Isla de Francia, departamento de Yvelines, en el distrito de Versailles y cantón de Vélizy-Villacoublay. A dos kilómetros al sureste se encuentra la Base aérea de Vélizy – Villacoublay.

## Demografía
| 168                       | 130 | 158 | 200 | 151 | 197 | 213 | 221 | 207 | 178 | 178 | 185 | 206 | 261 | 236 | 227 | 273 | 268 | 230 | 294 | 438 | 1 487 | 2 246 | 3 673 | 4 175 | 3 773 | 6 075 | 6 402 | 15 471 | 22 611 | 22 430 | 20 725 | 20 342 | 19 994 |
| (Fuente: INSEE y Cassini) |     |     |     |     |     |     |     |     |     |     |     |     |     |     |     |     |     |     |     |     |       |       |       |       |       |       |       |        |        |        |        |        |        |

## Educación
- Institut des sciences et techniques des Yvelines